# Ilitia
Ilitia (en grec antic: Εἰλείθυια, Eileithyia, llatí: Īlīthȳia)) fou una deessa de la mitologia grega, filla de Zeus i Hera, protectora dels parts i dels nadons. Els romans la identificaren amb Lucina. Era adorada a la cova d'Ilitia, situada a Amnissos, a uns 7 km de Càndia, a Creta. Segons una tradició, la deessa va néixer d'Hera dins la cova, fet esmentat per Homer en l'Odissea.

## Orígens
El nom d'Ilitia (Εἰλείθυια) és opac en llengua grega, i no remet a cap arrel coneguda. No obstant això, ja es troba documentada en micènic, escrit en el sil·labari Linear B, sota la forma e-re-u-ti-ja. Generalment és considerat un nom no indoeuropeu, i sovint com a pregrec.
No obstant això, existeix una variant del nom, emprada en cretenc, Eleutia (Ἐλεύθυια, Eleuthyia), que ha rebut diverses interpretacions. Una de les quals és la de R. F. Willets, que interpreta aquesta variant com a 'procedent d'Eleusis'. Segons Willets, el vincle entre el primer culte a Ilitia i el culte a una deessa minoica de l'època neolítica és ferm. La continuïtat entre el culte prehistòric i el següent va ser possible perquè la funció de la deessa com a protectora del part no va canviar i el fet de ser l'ajudant divina de les dones que pareixen és una al·lusió a les parteres.
Altres acadèmics del segle xix van proposar que el nom era de procedència grega, concretament del verb ἐλεύθω (eleutho, 'portar'), de manera que la deessa seria 'La Portadora'. Les variants Eleutia i Eleuto (emprada per Píndar) s'han volgut relacionar amb una possible connexió amb la paraula Eleutheria 'llibertat'. Ilitia és una llatinització posterior del grec Εἰλείθυια.

## Els primers textos
Per Homer és la deessa invocada per suportar els dolors del part. A la Ilíada tant fa servir la forma singular Eileithyia com la forma plural Eileithyiai:
«La forta pena del dolor recau sobre una dona en els patiments de part, l'amargor el provoca la dura Ilities, filla d'Hera, la qual té el poder sobre els dolors més amargs del part.» 
Hesíode (c. 700 aC) descrivia Ilitia com la filla d'Hera i Zeus i Diodor de Sicília (c. 90–27 BC) va donar la mateixa versió. En canvi, Pausànies va escriure al segle ii, citant un text antic que no s'ha conservat: «Olè de Lícia, un antic poeta que va fer composicions per als delis, entre altres himnes en va fer un dedicat a Ilitia, i s'hi referia amb l'expressió "la intel·ligent filadora" en una clara identificació amb les moires, i diu que era més vella que Cronos». Cronos fou el darrer tità nascut de Gea i es considerava el pare de Zeus, motiu pel qual Píndar (522–443 aC), en feia esment:
«Deessa del part, Ilitia, donzella del tron de les profundes pensadores moires, filla de la tota poderosa Hera, escolta el meu cant.» 
En la literatura posterior, per als autors de l'època clàssica, va estar més relacionada amb Àrtemis i Hera,però sense haver desenvolupat un caràcter propi. Als himnes òrfics dedicats a Protirea, l'associació amb una deessa del part com a epítet de la virginal Àrtemis, dient de la caçadora que s'enfronta a la mort «la qui ven en ajuda de les dones en el part», cosa que seria inexplicable en tenint en compte només els déus olímpics:
«Quan turmentada pels dolors del part, i afligida

el sexe t'invoca, mentre l'esperit resta tranquil;

només tu, Ilitia, pots donar alleujament al dolor

que en va ha provat d'apaivagar

el venerable poder d'Àrtemis Ilitia,

que porta descans en el temible moment del part.» 
També Claudi Elià, autor del segle iii, es referia a Ilitia com a «l'Àrtemis del bressol».

## Iconografia
La bella de Durrës, un gran mosaic del segle iv, mostra el cap d'una dona que probablement és una imatge d'Ilitia. Hi ha decoració de gerres de ceràmica que il·lustren el naixement d'Atena sortint del cap de Zeus, on també es veu dues Ilities, la deessa Ilitia personificada en dues parteres.

## Culte a Amnissos
La Cova d'Ilitia, a prop d'Amnissos, al port de Cnossos, segons es diu a l'Odissea era on va néixer Ilitia. Alguns autors opinen que les estalactites d'aquesta cova suggereixen dos moments relacionats amb el part: els patiments de la mare que pareix i el temps d'espera que acompanya un part mentre el nadó tarda a sortir. A la cova s'hi van trobar ofrenes votives que demostren la continuïtat del culte des del Neolític, amb un període de renovat esplendor en època romana. Probablement la deessa va ser venerada aquí abans que Zeus arribés a les costes de la mar Egea des del seu origen indoeuropeu, i se sap amb certesa que ja existia en època minoica i micènica. En època clàssica hi havia santuaris dedicats a Ilitia a les ciutats de Lato i Eleuterna i hi havia una altra cova sagrada a Inatos, tots aquests llocs a la mateixa illa de Creta.

## Culte en altres llocs
En territori grec, a Olímpia, hi havia un santuari dedicat a la serp que la mitologia feia salvadora de la ciutat i on Pausànies deia haver vist una cel·la dedicada a Ilitia. Allà hi havia una sacerdotessa verge que cuidava d'una serp alimentant-la amb mel, pastes d'ordi i aigua beneïda per Demèter. El santuari es va construir en commemoració de l'aparició d'una dona gran amb un nadó en braços, en un moment crucial quan els elis van ser amenaçats per les forces de l'Arcàdia. El nen, col·locat a terra entre les forces contendents, es va transformar en una serp, fent que els arcadis fugissin i llavors la serp va desaparèixer amagant-se pel turó.
Hi havia diverses imatges d'Ilitia a Atenes, una d'elles es diu que l'havien portat de Creta. També n'hi havia a Tegea a Argos i a Ègion. Ilitia apareixia sovint en imatges juntament amb Àrtemis i Persèfone, amb torxes a la mà per ajudar a portar els nadons de la foscor cap a la llum; de fet, «donar a llum» és una expressió sinònima de 'parir'. A la mitologia romana, va ser equiparada amb Lucina, el nom de la qual també està relacionat amb la llum.
Als santuaris grecs s'han trobat petites figures de terracota ofertes pels devots (kourotrophos) en forma de mainadera immortal que cuida infants divins, i es podria tractar de representacions d'Ilitia. Segons l'himne homèric III, Hera va aturar Ilitia, que venia d'Hiperbòria, a les terres llunyanes del nord, per evitar que anés a ajudar a Leto i Àrtemis en el naixement d'Apol·lo, pel fet que el pare era Zeus. Hera estava molt gelosa per les relacions de Zeus amb altres dones i va descarregar la seva ràbia fent que les dones patissin als parts. Les altres deesses presents en el part a Delos van enviar Iris a cercar Ilitia per portar-la. Quan va sortir de l'illa, va començar el part.